# NGC 920
NGC 920 este o galaxie lenticulară situată în constelația Andromeda. A fost descoperită în 11 septembrie 1885 de către Lewis A. Swift.